# Boßdorf
Boßdorf is een plaats en voormalige gemeente in de Duitse deelstaat Saksen-Anhalt, en maakt deel uit van de Landkreis Wittenberg.
Boßdorf telt 595 inwoners.